# Oxyrhachis umbratica
Oxyrhachis umbratica är en insektsart som beskrevs av Capener 1962. Oxyrhachis umbratica ingår i släktet Oxyrhachis och familjen hornstritar. Inga underarter finns listade i Catalogue of Life.